# Polyporus phyllostachydis
Polyporus phyllostachydis là một loài nấm trong chi Polyporus. Nó là một loài được biết đến từ Nhật Bản để phát triển trên mặt đất trên rễ sống hay chết của tre Phyllostachys edulis.